# Синдикубвабо, Теодор
Теодор Синдикубвабо (руанда Tewodori Sindikubwabo, фр. Théodore Sindikubwabo; 1928, Бутаре — март 1998, Букаву) — руандийский политический и государственный деятель, исполняющий обязанности президента Руанды, во время геноцида в стране. Глава Парламента Руанды (1988—1994).

## Биография
Родился в пригороде Бутаре, в южной провинции Руанды. Его отец; Закари Семутва и мать; Джудит Нуирамандва, оба происходили из этнической группы тутси. Синдикубвабо получил медицинской образования, и занимал пост министра здравоохранения во время президентского срока Грегуара Кайибанда. После прихода к власти Жювеналя Хабьяримана, работал доктором-педиатром в центральной больнице города Кигали, а позже занял место спикера в парламенте.
После убийства президента Хабьяримана, Синдикубвабо был назначен и.о президента страны, и занимал пост главы государства вплоть до конца геноцида в Руанде.
После вторжения Руандийского патриотического фронта, бежал в Заир, где жил в городе Букаву.
Сообщалось, что он был убит в ноябре 1996 года, когда войска Руанды вторглись в Букаву, но последующие данные сообщали, что он скрылся в Киншасе. Скончался в марте 1998 года, в ДР Конго.